# Frères Morvan
Pour les articles homonymes, voir Morvan (homonymie).
Les Frères Morvan (en breton : Ar Vreudeur Morvan) sont un groupe musical français de chanteurs bretons et bretonnant, actif en Bretagne entre 1958 et 2019. Au départ composé de quatre frères, aujourd’hui tous les membres du groupe sont décédés. 
Le groupe est initialement formé par quatre frères originaires du village de Botcol, dans la commune de Saint-Nicodème (Côtes-d'Armor), tous quatre agriculteurs : Yves (3 novembre 1919 - 18 décembre 1984), François (né le 4 décembre 1923 et mort le 18 mai 2012), Henri (né le 5 octobre 1931 et mort le 12 avril 2025) et Yvon (né le 30 septembre 1934 et mort le 19 août 2022). Puis, après le décès de Yves ils ont continué à trois.
Les frères Morvan se constituent en un groupe de chanteurs traditionnels en 1958, avec l'arrivée des premières sonos. Le renouveau du fest-noz leur permet de se produire très souvent lors des soirées dansantes. Avec la vague bretonnante des années 1970, ils se produisent dans toute la région et sur les plus grandes scènes des festivals. Cependant, ils n'ont jamais voulu quitter la Bretagne.
Ils totalisent plus de trois mille prestations. En continuant d'assurer des représentations, ils transmettent leur répertoire de chansons bretonnes (environ 80 chants) et leur technique de chant en kan ha diskan (tuilé) aux plus jeunes, une transmission du patrimoine oral telle qu'ils l'ont reçu. Ils reçoivent plusieurs distinctions pour avoir été des promoteurs de la culture bretonne.

## Histoire

### Origines et environnement culturel

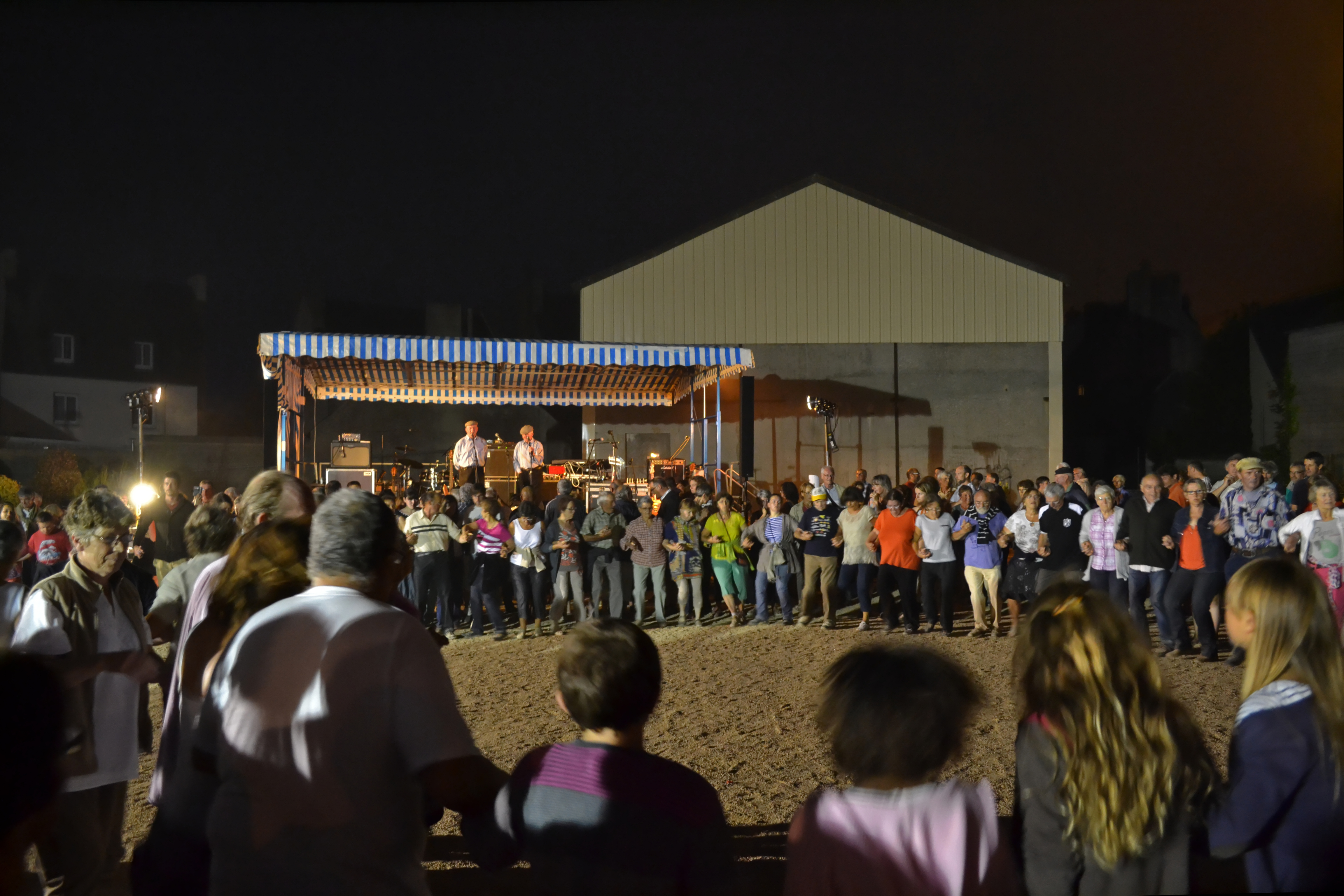
Les Frères Morvan animant un fest-noz dans le Léon.

La famille Morvan comporte une fratrie de quatre frères et une sœur, Marie (17 novembre 1921-7 janvier 2003).
Enfants, ils vont à l'école publique à pied, à Maël-Pestivien, à trois kilomètres de la ferme familiale du village de Botcol, où se sont mariés le 9 février 1914 leurs parents, Augustine Le Creff (7 juin 1896-31 août 1976) et François Morvan (4 octobre 1885-10 février 1962), chanteuse pour l'une et danseur réputé pour l'autre.
Le breton étant la langue de la maison, les frères Morvan apprennent le français à l'école, mais apprennent leur catéchisme et les cantiques en breton. Dès leur enfance, les frères Morvan apprennent avec leur mère Augustine Le Creff les airs et les chants qu'ils chantent par la suite,. Elle-même les avait appris de son père, Guillaume Le Creff (1852-1921), qui, sachant lire et écrire, avait pu acheter des feuilles volantes pour s'enrichir de chansons et devenir un chanteur de plinn réputé, tout comme l'autre grand-père Fañch Morvan. Cette transmission orale s'est faite entre plusieurs générations. Leur mère (mamm en breton) chantait également des gwerzioù (chant descriptif racontant une histoire) et ils en connaissaient eux-mêmes (comme Santez Jenovefa a Vrabant), mais leur spécialité est le kan ha diskan, le chant à danser.
C'est également lors des fêtes et dans les champs, que le quatuor va se forger un répertoire. Lors des noces, des pardons, des enterrements, les fêtes familiales annuelles — Noël, le Nouvel an qui pouvait durer jusqu'à mars — c'est aussi l'occasion de tendre l'oreille pour apprendre des airs. C'est d'ailleurs lors des nozvezhioù ou nozajoù (« soirées »), ces longues soirées marquant la fin des grands travaux agricoles collectifs, que les trois chanteurs vont se faire connaître. Ils prennent l'habitude d'animer ces soirées festives qui rassemblent la population des villages voisins, l'utilisation d'instruments de musique étant peu fréquente. Elles donnent parfois lieu à des concours de danses, avec des prix alimentaires plus importants après certains pardons. En centre-Bretagne, ils vivent les restrictions de la guerre, l'exode rural des jeunes attirés par Paris puis l'arrivée de l'électricité dans leur ferme en 1958. Les fils électriques qui permettent de garder les vaches facilitent le travail, ce qui est également le cas avec l'eau courante en 1981.
Dans les années 1950, du fait de la mécanisation et de l'exode rural, les nozvezhioù deviennent plus rares. Pourtant, c'est dans ces années qu'un marchand ambulant de Callac, présent à l'une de ces soirées, tombe sous le charme des Morvan. Il leur propose alors d'animer un fest-noz « mod nevez », organisé par le cercle de Callac à Saint-Servais le 29 novembre 1958. Après la guerre, la formation de cercles celtiques, qui commençaient à organiser des festoù-noz, leur permet de chanter plus souvent. Débute alors une longue carrière d'animation de festoù-noz. Ils vont être régulièrement sollicités pour animer des soirées dansantes à proximité de leur ferme. Puis, lorsque Yvon obtient son permis de conduire en 1960, les frères se déplacent sur une plus grande zone.

### Succès de la musique bretonne (1968–1989)
Après mai 1968 et les disques d'Alan Stivell, ils reçoivent des sollicitations de toute la Bretagne et d'ailleurs, mais ils n'ont jamais voulu sortir des limites de leur région qu'ils sillonnent chaque année pour assurer une centaine de représentations (20 000 km par an). Cependant, leur ferme passe d'abord ; « Honnezh, n'eo ket ma micher [kananñ]. Ma micher 'zo labourat an douar » et ils refusent d'être payés car pour eux « l'important c'est de donner du plaisir aux gens ». Cependant, ils acceptent l'idée que des groupes aux moyens techniques importants se fassent payer, car c'est leur métier.
Comme les sœurs Goadec, ils contribuent à sortir le kan ha diskan (« chant et contrechant ») de l'oubli. Leur chant le plus célèbre, Joli koukou, sur une dañs polka, est devenu leur « hymne ». Avec leur manière de chanter typiquement bretonne et rythmée, ils font danser les bretons sur des gavottes, plinn, fisel, kost ar c'hoad et autres pach-pi... Dans les années 1990 et 2000, malgré leur difficulté à accepter la notoriété, — « nous ne sommes pas des vedettes » tiennent-ils à préciser régulièrement —, ils ont eu l'honneur de fouler les plus grandes scènes des festivals de la région. Ils sont devenus les symboles de la transmission de la chanson à danser. En témoignent les nombreux jeunes chanteurs qu'ils accueillent avec plaisir à Botcol pour transmettre leurs chansons comportant parfois plus de cent strophes, bien ancrées dans leur « ordinateur cérébral » comme dit Yves. « Sur scène, il nous est arrivé de voir une vingtaine de magnétophones à nos pied », raconte Yvon.

### Grandes fêtes populaires (1990–2009)

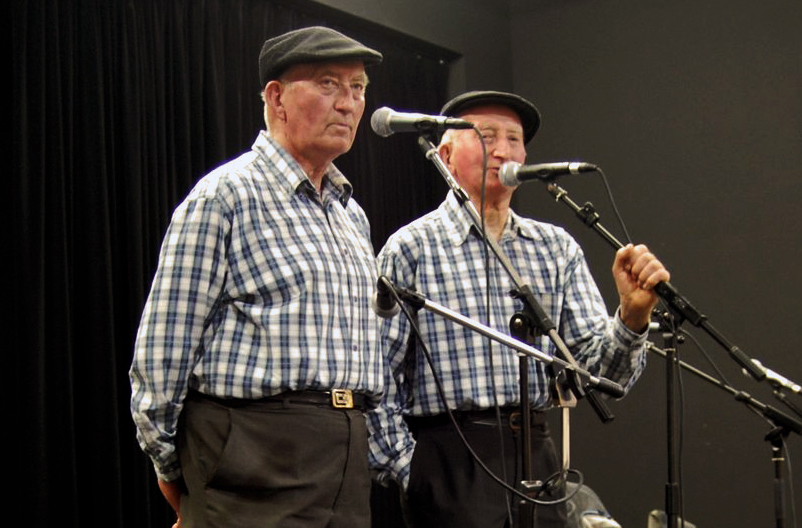
À deux, Yvon et Henri Morvan parcourent les petites comme les plus grandes scènes bretonnes.

Agriculteurs avant tout, portant chemises à carreaux et casquettes à chaque représentation, les frères Morvan arpentent les festoù-noz (une centaine de dates par an) et tracent tous les ans le sillon de charrue qui marque l'inauguration du festival des Vieilles Charrues se tenant à Carhaix-Plouguer (Finistère). En 2001, ils chantent avec Georges Moustaki et sont félicités par Henri Salvador lors de la conférence de presse et, en 2002, ils partagent l'affiche avec Iggy Pop. Pour la première fois en 2009, le premier boys band de l'histoire bretonne joue sur la grande scène du festival, et cela en compagnie du groupe Les Tambours du Bronx, devant 60 000 personnes. En 2001, ils chantent sous le chapiteau du festival des Terre-Neuvas et en 2003, ils rencontrent Manu Chao et chantent en ouverture de son concert au Festival du bout du monde.
Pour leurs 35 ans de kan ha diskan en 1993, Franz Wenner leur offre une statue à leur effigie, sculptée dans du granit de Gourin. En septembre 1998, les trois frères fêtent leurs 40 ans de scène devant 10 000 spectateurs, en présence notamment de Dan Ar Braz, pendant trois jours à Saint-Nicodème, où ils reçoivent un cadran solaire en cadeau. En 1998, lors de la 20e édition des Rencontres trans musicales à Rennes, François fête ses 75 ans. En septembre 2008, ils fêtent leurs 50 ans de carrière à Saint-Nicodème, avec la présence exceptionnelle sur scène du frère aîné François et de Dan Ar Braz, Red Cardell et des frères Fred et Jean-Charles Guichen, notamment. En mai 2009, ils publient avec leur maison de disques Coop Breizh un double album, Un demi-siècle de kan ha diskan, qui comprend notamment un des rares enregistrements de leur mère ainsi que leur frère Yves. Il remporte le Grand prix du disque du Télégramme. L'Association Produit en Bretagne leur rend hommage lors d'une soirée culturelle à Vannes, en lien avec le grand prix du disque ; le lauréat Red Cardell interprète Joli Coucou, une version ska enregistrée en 2003 dans l'album Sans fard, en compagnie des frères Guichen, des frères Morvan et Louise Ebrel.

### Perpétuation, distinctions et fin (2012–2019)

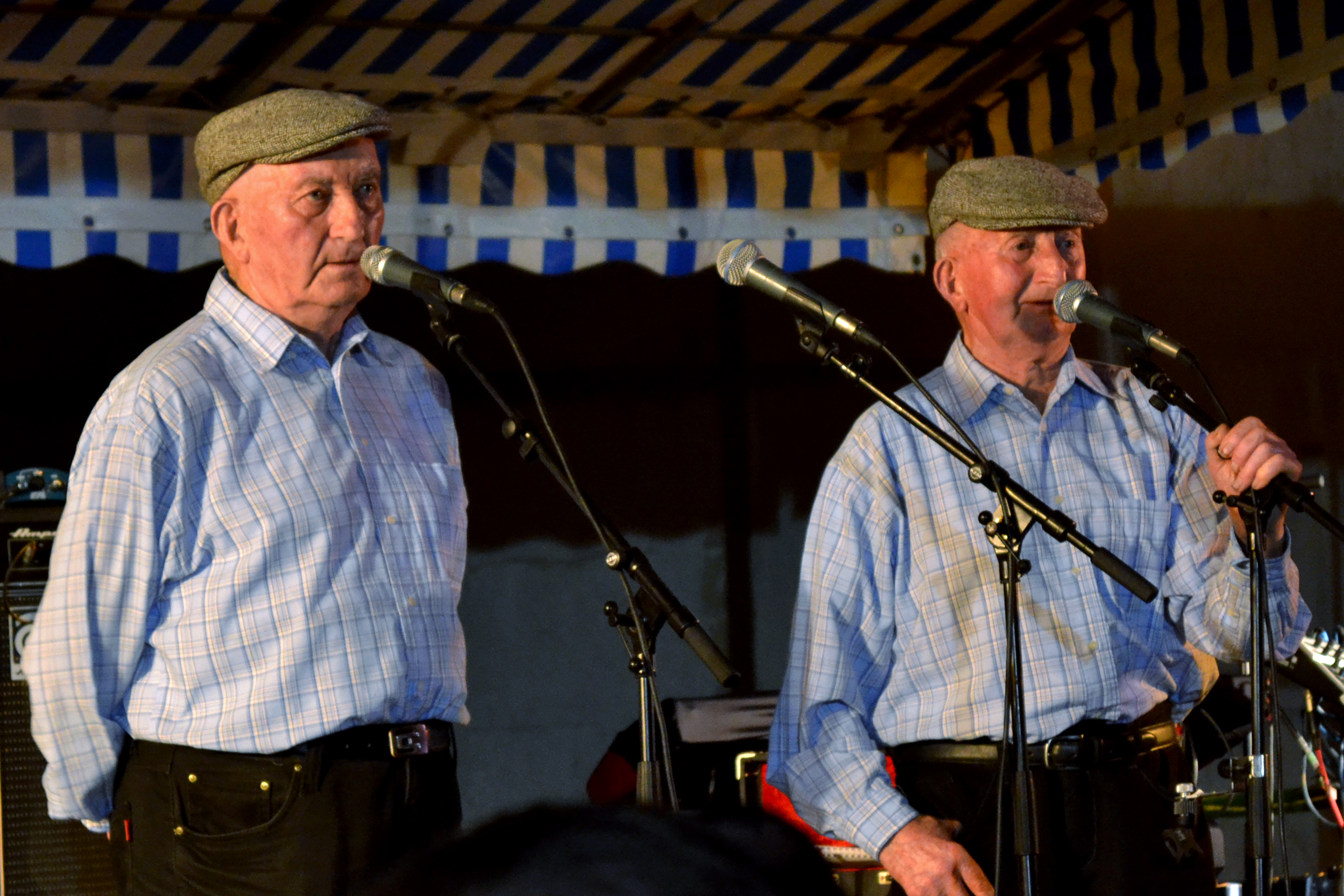
En 2013, les Frères Morvan effectuent leur de chant à Cléder.

Le 18 mai 2012, François meurt à l'âge de 88 ans. Enracinés dans leur terroir, les deux frères figurent parmi les quelques représentants emblématiques d’une langue et d’une culture populaire bretonne. En 2002, ils sont nommés chevaliers des Arts et des Lettres par le ministre de la Culture, en récompense de leur rôle dans la transmission du patrimoine oral breton. En 2012, ils reçoivent de l'Institut culturel de Bretagne, à Guingamp, le collier de l'ordre de l'Hermine, qui récompense les personnalités œuvrant pour le rayonnement de la Bretagne. Henri et Yvon Morvan sont promus officiers de l'ordre des Arts et des Lettres le 30 septembre 2013 à la suite de la promotion du 14 juillet, puis le 16 septembre 2019 commandeurs des Arts et des Lettres par arrêté ministériel.
Une trentaine de fois par an, le duo chante en maison de retraite et aussi dans les écoles Diwan. Après avoir animé le festival Yaouank 2012, devant 7 000 danseurs, au Musikhall de Rennes, le 21 février 2015, ils sont les invités d'honneur de la « Nuit de la Bretagne » au même endroit, retransmise en direct sur Paris Première. Durant l'année 2018, les frères Morvan fêtent leurs 60 ans de scène, l'été avec plus de 60 couples de sonneurs ou chanteurs réunis à Saint-Nicodème, et le 13 octobre à Guidel. Ils enregistrent, pour la première fois en 2018, une chanson ne faisant pas partie de leur répertoire, mais écrite et composée par Alan Stivell pour son album Human~Kelt.
Le 31 octobre 2019 à Paimpol, Yvon et Henri Morvan annoncent qu'ils arrêtent de se produire en fest-noz après 61 ans de scène.
Le 19 août 2022, Yvon meurt à l'âge de 87 ans. Le 12 avril 2025, Henri meurt à l'âge de 93 ans.

## Discographie
- 1965 : Breiz, avec Les Sœurs Banniel [chacun une face], Richesse du folklore vol 7, Riviera, 321015, 33 tours - 25 cm.
- 1974 : Ar vreudeur Morvan, Vélia, 2230011, 33 tours / réédition en CD, RKB / Coop Breizh, CD 422 en 1993.
- 1999 : Fest-noz à Botcol (sur lequel participent leur mère Augustine et leur frère Yves dans les années 1960), Coop Breizh, CD 893.
- 2009 : Un demi-siècle de kan ha diskan (double CD comportant des enregistrements anciens et archives sonores des frères et aussi de leur mère), Coop Breizh, CD 1016.

### Participations
- 1960 : En Bretagne : noce bretonne et fest noz, Barclay, 86 086[44], 33 tours - 25 cm.
- 1962 : En passant par la Bretagne, Ricordi/Vega, 33 tours / réédition en 1975, Fest noz Cadoudal, Arion.
- 1966 : Le Pardon des Kan ha diskan, Mouez Breizh, 30347, 33 tours / réédition en CD, Keltia Musique, N30347, 2015.
- 1973 : Dastum no 1, Panorama des terroirs de Basse-Bretagne, enregistrement de 1963, Dastum, 33 tours + cahier.
- 1974 : Grands artistes bretons d'aujourd'hui, compilation, Arion/Mr. Pickwick, MPD 753, 33 tours.
- 1974 : Noce bretonne et fest noz, enregistrement de la noce de Katell et Glenmor, Barclay.
- 1975 : Hymne national, chansons, danses et mélodies de Bretagne, Velia, 2230015, 33 tours.
- 1981 : Fest-deiz / fest-noz an despunerien (K7 Arcob).
- 1985 : Fest-noz, concours fisel, enregistré à Carhaix en 1994 (K7 Dastum).
- 1997 : Fest Deiz/Fest Noz, Printemps de Châteauneuf, Coop Breizh, CD.
- 1997 : Mouezhiou Breizh, 20 Bloaz Diwan, compilation, Coop Breizh / Ciré Jaune, 2 x CD.
- 2000 : Fest-noz, compilation, Coop Breizh, CD 914.
- 2003 : Le grand fest-noz d'Ihnze, Kerig, KCD 177.
- 2004 : 34è Festival Interceltique de Lorient, compilation, Keltia Musique, KMCD 153.
- 2006 : Breizh Disorder Volume 5 [intro], Mass Productions, 65, CD.
- 2009 : Festival Plinn du Danouet.
- 2018 : Human~Kelt d'Alan Stivell, titres : Setu, Kelti(k)a, Keltia III.

### Vidéos
- 2011 : Apparition dans Une journée avec Nolwenn Leroy, reportage de François Goetghebeur, Morgane Production, diffusé sur France 3 le 19/03/11, 85 min[45].
- 2010 : Les Frères Morvan, Frères de chants, DVD composé de deux films documentaires réalisés par Jérémy Véron. Coproduction Plan Large Productions, VO Productions et France Télévisions, 52 min et 26 min[46].
- 2010 : « Rock'n roll attitude », Reportages, TF1, reportage diffusé le 2 janvier 2010.
- 2009 : Non ma fille, tu n'iras pas danser, musique du film de Christophe Honoré.
- 2009 : Les frères Morvan font chanter les Bretons, JT TF1, 31 juillet 2009, reportage 2 minutes[47].
- 1993 : Fest deiz, fest noz (VHS) enregistré à Châteauneuf.

### Paroles
- Teñzor ar Botkol, Patrimoine chanté par Yvonne et Guy Berthou, édition Coop Breizh, 2002, 168 p. Il comprend les textes intégraux de kan ha diskan, gwerzioù, comptines... présentés dans leur breton original et sans traduction française[n 5]  (ISBN 2-84346-154-5).

## Distinctions

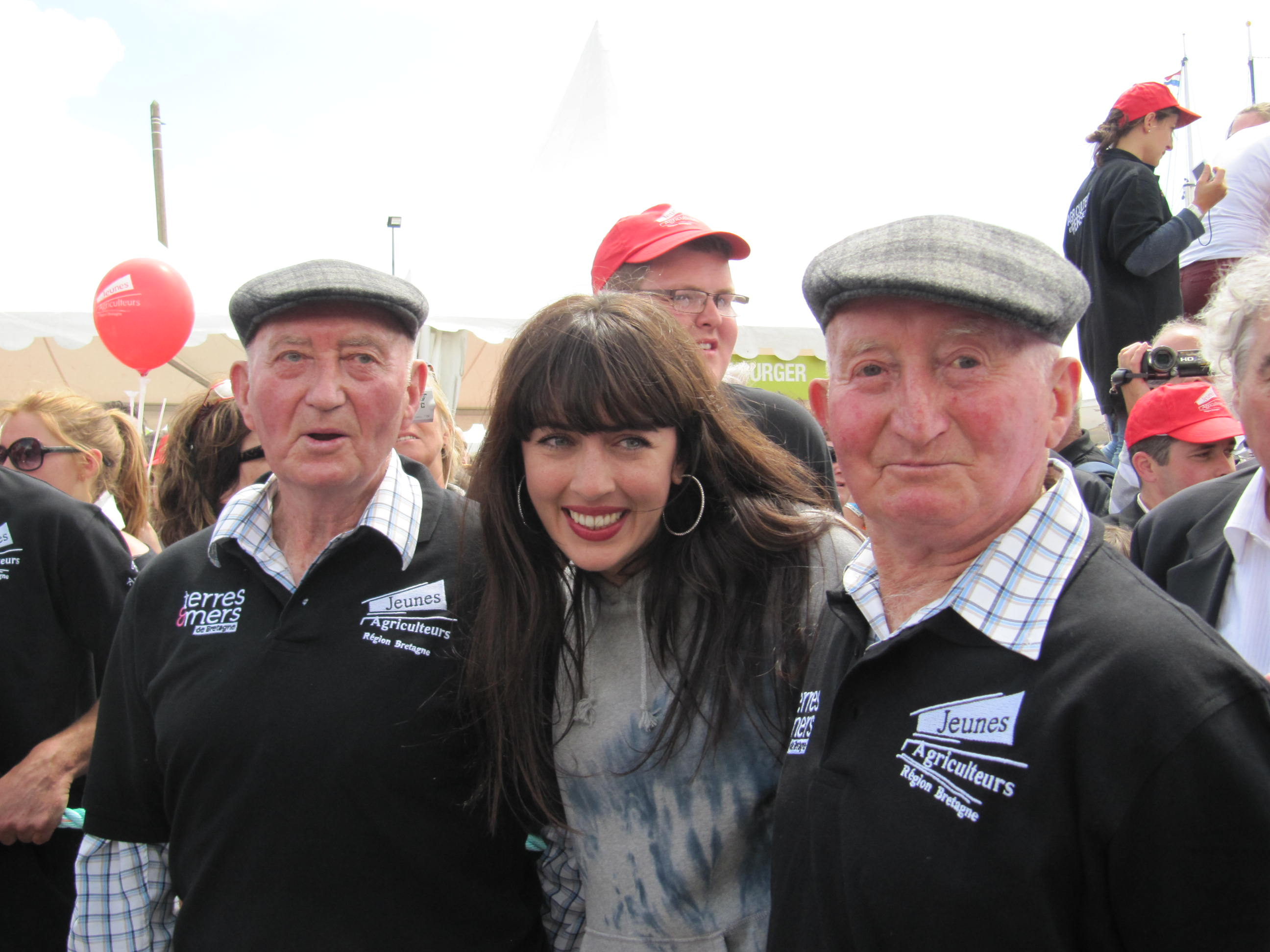
Les Frères Morvan ont remis le prix du Télégramme à Nolwenn Leroy aux fêtes maritimes de Brest en 2012.

- 2002 : Chevaliers des Arts et des Lettres  pour François, Henri et Yvon Morvan.
- 2010 : Lauréats de la septième édition du grand prix du disque du Télégramme avec l'album Un demi-siècle de kan ha diskan[48].
- 2012 : Ordre de l'Hermine de l'Institut culturel de Bretagne.
- 2013 : Officiers des Arts et des Lettres pour Henri et Yvon Morvan[49].
- 2019 : Commandeurs des Arts et des Lettres pour Henri et Yvon Morvan.